# Hruškové z Trkova
Hruškové z Trkova (též ze Strkova) byli měšťanská rodina, která měla stejný původ jako Kropáčové a Kučerové ze Strkova, kteří bydleli ve stejném městě, tzn. v Táboře. Václav Kučera držel Trkov, který prodal Mikuláši Hruškovi, jehož syn Jan obdržel roku 1575 predikát z Trkova. On první měl erb, na kterém byl červený štít a na něm byl oděný muž až po stehna, který má podepřené ruce v bok.
Předkem Hrušků z Trkova byl Václav Hruška z Trkova, městský rychtář v Táboře, jehož potomek Jan Hruška z Trkova spolu s jiným měšťanem z tábora Janem z Orlova, od Barbory z Jetřichova koupil v roce 1497 tvrze Kovářov a Zahrádku s příslušnými podíly v několika sousedních vsích. Po smrti Jana Orlovského v roce 1512 získali Trkovští také jeho polovinu Kovářova.
Jana Hrušku z Trkova vystřídal syn Jiří a jeho synové Jan, Václav a Bohuslav, kteří v roce 1549 kovářovskou tvrz s příslušenstvím vložili do zemských desk. Na to prodali Kropáčovský dům v Táboře, který zdědili po otci. Prodali ho Mikuláši, synovi Jana Mníška, který byl předkem Pštrosů z Mirotína.
Po smrti Bohuslava se zbývající dva bratři rozdělili o jeho majetek. Václav obdržel tvrz Kovářov, dvůr, pivovar s částí vesnice. Václavovou manželkou byla Dorota Šmolovská ze Šmolova. Jan si vzal pustý dvůr v Horním Vesci, obyvatele z Kovářova a vystavěl si nové sídlo, nazvané Nový Kovářov. Václav zemřel před rokem 1568, téhož roku jeho pozůstalí synové Jan mladší a Jiřík prodali otcovský statek Kotýřinu. Jan svého bratra sice vyplatil, ale Kovářov neudržel, proto jej prodal roku 1576 Janu Šturmovi z Hyršfeldu. Na Novém Kovářově vystřídal Jana jeho syn Jan starší Hruška z Trkova. V roce 1588 prodal polovici statků, na to krátce zemřel a poručníci jeho dětí prodali tvrz s příslušenstvím roku 1589 Janu Jiřímu ze Švamberka. V tituláři roku 1589 čteme, že Jan Hruška z Trkova seděl na Hříměždicích a Jiřík na Vitíně na Sedlčansku. Václav Hruška z Trkova byl po bitvě na Bílé hoře odsouzen k odejmutí tří čtvrtin jmění, které není vytčeno. V Miroticích se Hruškové z Trkova udrželi do roku 1760.

## Erb
Červený štít a na něm byl oděný muž až po stehna, který má podepřené ruce v bok.